# Milan Ribar

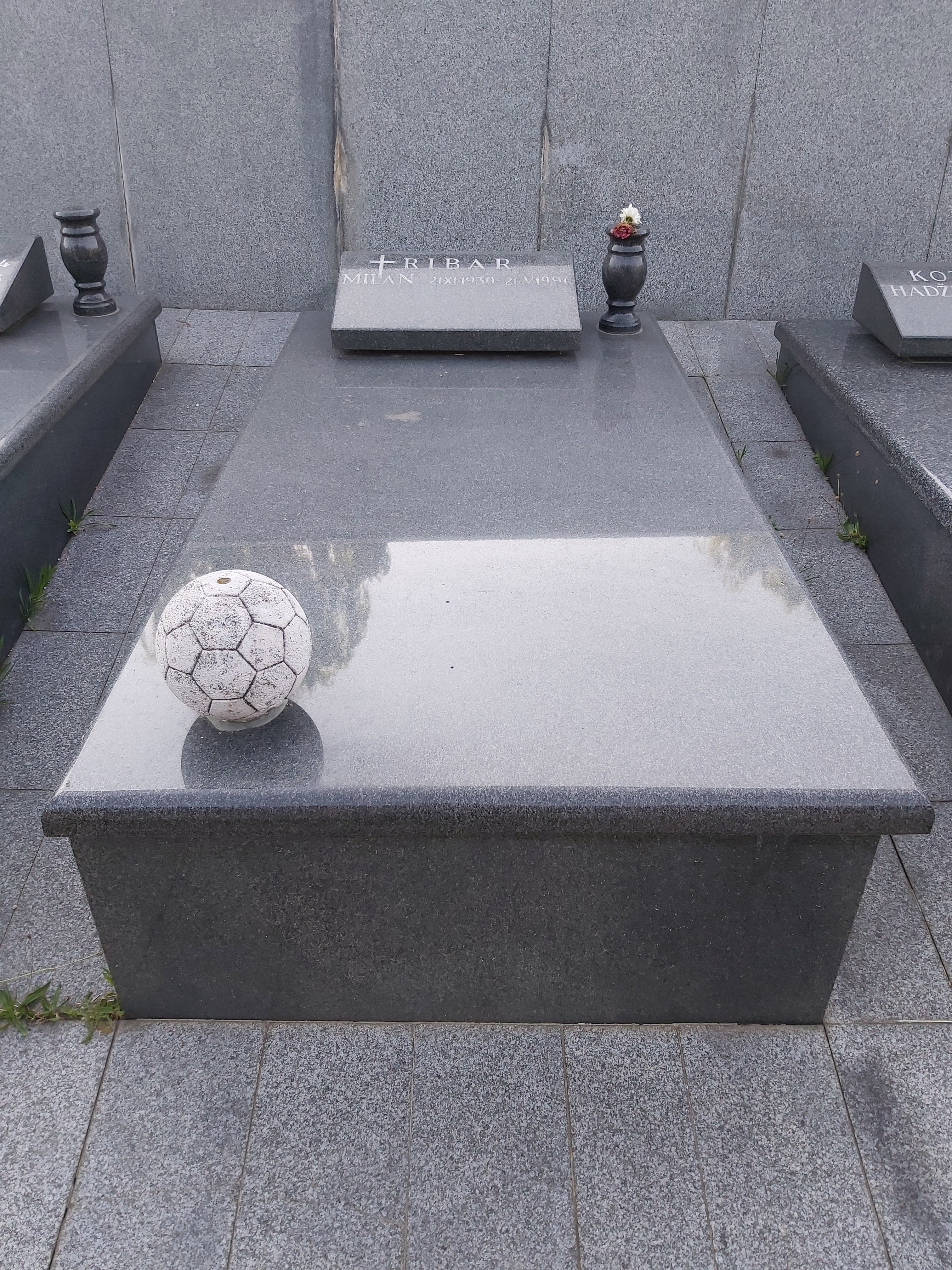
Tomba

Milan Ribar (Sarajevo, 21 novembre 1930 – Zagabria, 26 maggio 1996) è stato un allenatore di calcio e calciatore jugoslavo, dal 1992 bosniaco, di ruolo difensore.

## Palmarès

### Giocatore
- 2. Savezna liga: 1

Željezničar: 1956-1957

### Allenatore
- Campionato jugoslavo: 1

Željezničar: 1971-1972